# Су Жун
Су Жун (род. в окт. 1948 г., Таонань, пров. Гирин), c марта 2013 года зампред ВК НПКСК, член ЦК КПК с 2002 года (кандидат с 1992 года).
Член КПК с января 1970 года, член ЦК КПК с 16 созыва (кандидат с 14 созыва).

## Биография
По национальности ханец.
К трудовой деятельности - партработником - приступил в 1974 году в родной провинции Гирин. (Работал в ней до 2001 года.)
Последипломное образование без отрыва от работы получил на экономическом факультете Гиринского университета, где обучался в 1994-97 годах на курсе мировой экономики.
В 1989—1992 гг. глава Сыпинского горкома и одновременно с 1990 г. глава его же народного горсовета.
В 1993-95 гг. ответсекретарь парткома пров. Гирин.
В 1995-96 гг. глава парткома Яньбянь-Корейского АО пров. Гирин.
В 1996—2001 гг. замглавы парткома пров. Гирин.
В 2001-2003 гг. глава парткома пров. Цинхай, одновременно с 2002 г. председатель СНП провинции.
В 2003–2006 гг. глава парткома пров. Ганьсу, одновременно с 2004 г. председатель СНП провинции.
В 2006-2007 гг. 1-й замректора ЦПШ.
В 2007–2013 гг. глава парткома пров. Цзянси, одновременно с 2008 г. председатель СНП провинции.
С марта 2013 года зампред ВК НПКСК 12-го созыва.
В феврале 2015 года был исключён из партии и арестован по подозрению в коррупции и незаконной предпринимательской деятельности.
В 2017 году Цзинаньский суд выдал Су Жуну пожизненый приговор.